# 2017年東亞運動會
2017年東亞運動會臨時動議於2013年天津舉行的東亞運動會總會理事會宣布原定于2017年的第七届东亚运动会中止举办，于2019年轉型為東亞青年運動會。

## 臨時動議
第七届东亚运动会，原定将於2012年10月15日宣布举办城市，但因日本與韩国提出為了不讓主力運動員疲於奔命，推動2017年東亞運轉型為東亞青年運動會。第30届东亚运动会联合会理事会会议2013年5月16日在中国天津召开，会议决定將2017年東亞運中止举办，并于2019年轉型為東亞青年運動會。

## 曾有意申辦城市
- 广州
- 海口
- 台中
- 乌蘭巴托
- 清州